# Anatomisch Museum Leiden

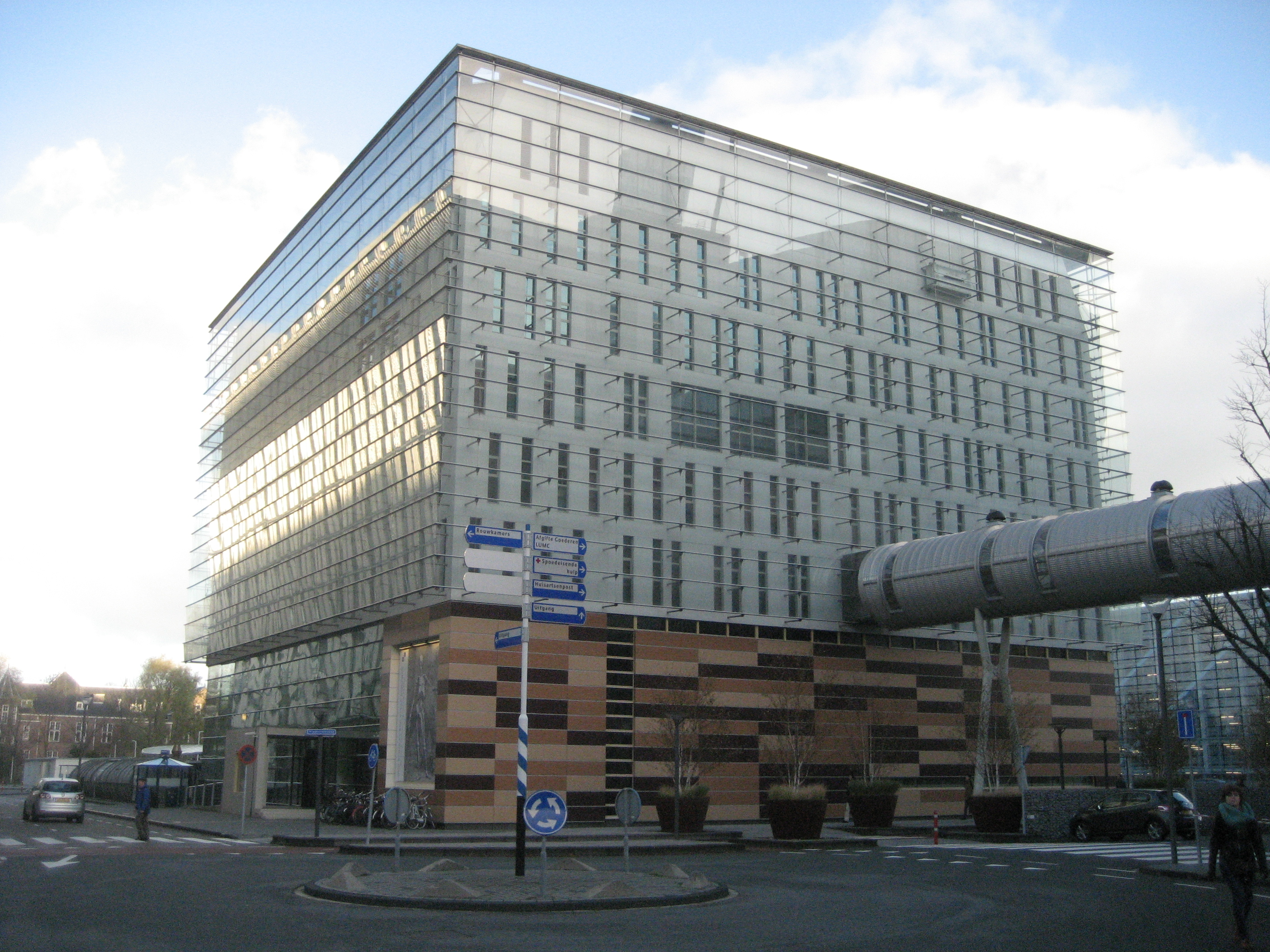
Onderwijsgebouw van het LUMC en tevens locatie van het museum

Anatomisch Museum Leiden is gevestigd in het onderwijsgebouw van het Leids Universitair Medisch Centrum  aan het Hippocratespad 21 in de Nederlandse stad Leiden. Het is een modern ingericht museum dat het medisch en biomedisch onderwijs in Leiden ondersteunt. In het museum staan verschillende preparaten opgesteld. Naast de vaste opstelling is er op de eerste verdieping een wisselvitrine voor tijdelijke exposities. 
Het museum is bedoeld voor docenten en studenten van (para)medische opleidingen en docenten en leerlingen van middelbare scholen, richting Natuur & Gezondheid. Docenten en studenten kunnen op afspraak het museum bezoeken. Het museum is slechts twee dagen per jaar geopend voor het publiek. 
In 2007 bezat het museum onder meer ruim 800 preparaten. Twee jaar later kreeg het museum de "European Museum of the Year Award" wegens het vergroten van de collectie.